# Lansargues
Lansargues – miejscowość i gmina we Francji, w regionie Oksytania, w departamencie Hérault.
Według danych na rok 1990 gminę zamieszkiwało 2130 osób, a gęstość zaludnienia wynosiła 116 osób/km² (wśród 1545 gmin Langwedocji-Roussillon Lansargues plasuje się na 181. miejscu pod względem liczby ludności, natomiast pod względem powierzchni na miejscu 423.).